# Henry McMahon

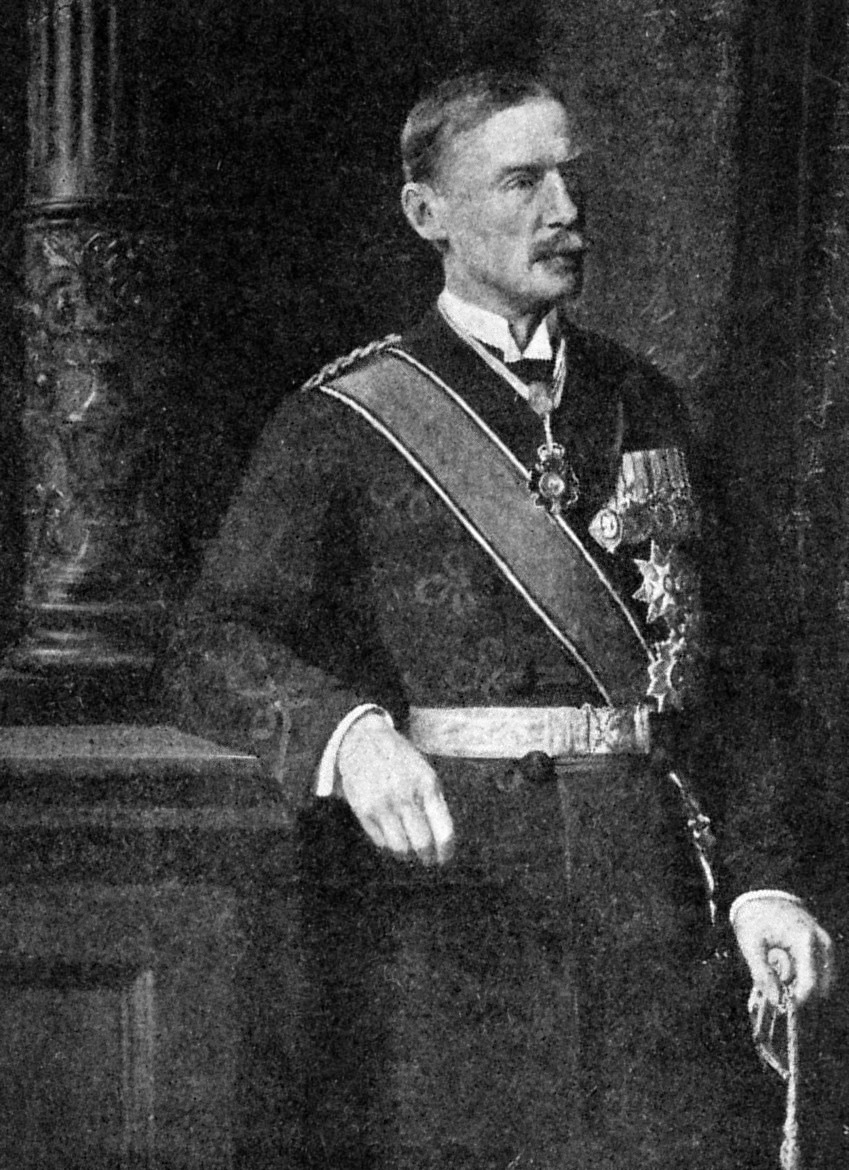
Henry McMahon

Sir Arthur Henry McMahon GCMG, GCVO, KCIE, CSI (* 28. November 1862 in Shimla, Britisch-Indien; † 29. Dezember 1949 in London) war ein britischer Soldat, Diplomat und Hochkommissar für Ägypten.

## Leben
Henry McMahon wurde geboren als Sohn eines britischen Generals und trat nach dem Besuch des Imperial College in London 1885 in die koloniale Indische Armee ein, bevor er 1890 in die britische Indienverwaltung Indian Civil Service wechselte. Er gehörte im Rang eines Obersts der Grenzkommission an, die auf persischen Wunsch zwischen 1896 und 1905 die Grenze zwischen Belutschistan, Afghanistan und dem Persischen Königreich bei Kuh-i-Malik Siah vermaß und festlegte. Da er an den Vermessungsarbeiten entlang des afghanischen Flusses Helmand beteiligt war, hatte er zweifellos auch an der Aufteilung des uralten Malik Sīstān zwischen Afghanistan und Persien Anteil, was letztlich zum Untergang der einstmals blühenden, uralten Stadt Schahr-e Gholghola beitrug. Zwischen 1905 und 1911 war er britischer Bevollmächtigter in Belutschistan, eines von Britisch-Indien abhängigen Protektorats in indirect rule.
Seit 1911 arbeitete er als Außenminister des Vize-Königreichs Britisch-Indien bis 1914. In dieser Eigenschaft war er britischer Chefdiplomat, der die nördliche Grenze des kolonialen Indischen Empires mit China und Tibet auf der Konferenz von Shimla 1914 in der Shimla-Konvention festlegen wollte, zu der eine Landkarte gehörte, die die von den Briten ins Auge gefasste Grenze aus militärischen Gründen entlang dem Himalaya-Hauptkamm festlegen wollte, was nicht den kulturellen, sprachlichen und politischen Grenzen jener Zeit entsprach. Diese Grenzziehung wurde McMahon-Linie genannt, aber von China niemals anerkannt, das dem unter britischem Einfluss stehenden Tibet keine Souveränität zubilligte. Die nach ihm benannte Grenze wurde erstmals 1937 publiziert.
1915 wurde McMahon nach Kairo versetzt, wo er als Nachfolger von Lord Kitchener Britischer Hochkommissar in Ägypten im Namen der britischen Regierung von Premierminister Edward Grey eine geheime Korrespondenz von zehn Briefen mit dem Sherif des Hedschas, Hussein ibn Ali unterhielt, dessen Familie ihre Stammlinie auf den Propheten Mohammed zurückführt und die zu jener Zeit als Beschützer der dem Islam heiligen Stätten Mekka und Medina galten. McMahon traf sich mit Hussein in Mekka und stellte ihm die arabische Unabhängigkeit gegen das Osmanische Reich in Aussicht, falls sich die von Hussein geführten Stämme unter Leitung von Lawrence von Arabien gegen das Osmanische Reich erheben sollten, wobei McMahon die Einschränkung „rein arabisches Land“ machte, die Hussein nicht auf Palästina bezog. Aus arabischer Sicht wird das geheime Sykes-Picot-Abkommen, das zur Aufteilung des Nahen Ostens zwischen Frankreich und Großbritannien beitrug und die Balfour-Deklaration, die dem Zionismus die Schaffung einer „jüdische Heimstatt in Palästina“ in Aussicht stellten, als Verrat an den in der Hussein-McMahon-Korrespondenz gemachten Versprechungen aufgefasst. McMahons Amtszeit in Ägypten scheint, möglicherweise wegen der Kriegsumstände, nicht sehr erfolgreich gewesen zu sein, denn er wurde bereits 1916 durch den Arabisch sprechenden Francis Reginald Wingate (1861–1953) ersetzt.
1919 wurde McMahon britischer Kommissar bei der als Friedenskonferenz einberufenen Middle East International Commission.